# Kranj

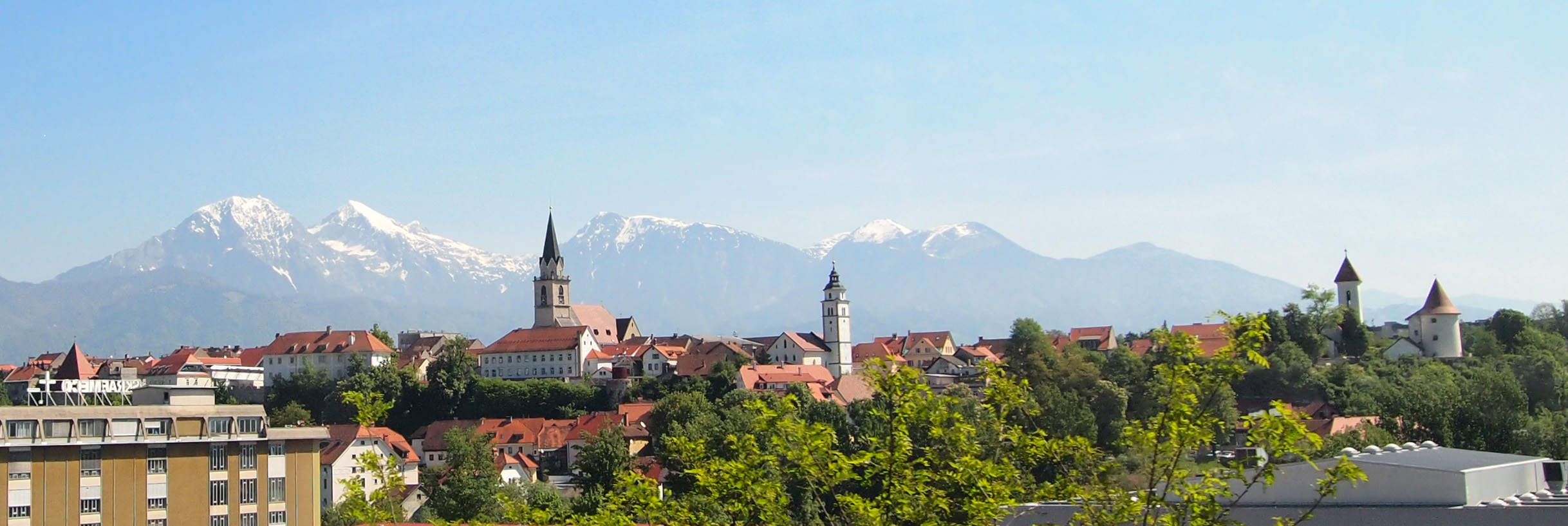
Kranj

Kranj (până în 1918 numit Krainburg) este un oraș din comuna Kranj, Slovenia, cu o populație de 38.838 de locuitori.
În perioada medievală a fost capitala Principatului Carniola din cadrul Sfântului Imperiu Roman de Națiune Germană, apoi, până în 1918, a făcut parte din provincia Carniola a Imperiului Austriac.
Este un important centru economic și turistic (oraș medieval bine păstrat).
Pe teritoriul municipalității Kranj se află castelul și parcul Brdo (sec.XVI), utilizat astăzi ca reședință a președintelui Sloveniei.

## Personalități născute aici
- Peter Prevc (n. 1992), săritor cu schiurile.